# Hybodus
Hybodus is een geslacht van uitgestorven haaien dat leefde van het Laat-Perm tot het Laat-Krijt. Een van de grootste soorten was Hybodus butleri. Deze haai was 2,5 meter lang en woog ongeveer driehonderd kilogram. Het was een van de algemeenste en meest wijdverbreide fossiele haaien.

## Beschrijving
Hybodus leek uiterlijk sterk op de huidige blauwe haai, maar het was alleen twee keer zo klein en had een stompere kop. Wel had deze haai een gestroomlijnd lichaam. Alleen de tanden van Hybodus zijn gevonden, aangezien deze gemaakt zijn van been in tegenstelling tot het skelet. Dit is gemaakt van kraakbeen, wat slecht fossiliseert. Hybodus had twee type tanden: voorin puntig voor het vangen van vissen en inktvis, en achter in de bek stompe, vrij platte tanden voor het kraken van de harde schalen van zeeslakken, zee-egels, kreeftachtigen en schelpdieren.
Hybodus-soorten groeiden tot ongeveer twee meter lang en worden verondersteld opportunistische roofdieren te zijn geweest. Het was niet erg groot, maar had de klassieke gestroomlijnde haaienvorm, compleet met twee dorsale vinnen die het zouden hebben geholpen met precisie te sturen. De mond was niet groot en in plaats van meedogenloos op grote prooien te jagen, was Hybodus in staat een breed scala aan voedsel te eten. Ze hadden verschillende onderscheidende kenmerken waardoor ze los stonden van andere primitieve haaien. Ten eerste hadden ze twee verschillende soorten tanden, wat wijst op een breed dieet. De scherpere tanden zouden zijn gebruikt om een gladde prooi te vangen, terwijl de plattere tanden hen waarschijnlijk hielpen om schaaldieren te pletten. Ten tweede hadden ze een benig mes op hun rugvin dat waarschijnlijk een verdedigende functie had. De mannetjes bezaten ook claspers, gespecialiseerde organen die sperma rechtstreeks in het vrouwtje inbrachten, en die nog steeds aanwezig zijn bij moderne haaien. De jongste Hybodus-fossielen komen uit de Dinosaur Park Formation. Ze dateren van 68,6 tot 66 miljoen jaar geleden. De eerste gefossiliseerde tanden van Hybodus werden rond 1845 in Engeland gevonden. Sindsdien zijn tanden (en rugstekels) uit de hele wereld teruggevonden.

## Soorten
- Hybodus houtienensis
- Hybodus obtusus
- Hybodus fraasi
- Hybodus basani